# The Growlers
The Growlers est un groupe de garage rock américain, originaire de Dana Point, en Californie. Formé en 2006, il est plus tard basé à Costa Mesa. Leur style musical est généralement classé dans le garage rock, le rock psychédélique et le surf rock.
Ce groupe est connu pour son usage récurrent des effets de voix et de réverbération. Il s'est produit avec des artistes comme The Black Keys, Dr. Dog, Devendra Banhart, Julian Casablancas et les Night Beats.
Le groupe est composé de Brooks Nielsen (chant), Matt Taylor (guitare, chant), Scott Montoya (divers) et Kyle Straka (clavier électronique, guitare). Leur premier album, Are You In or Out, est réalisé en 2009.

## Biographie
Le groupe publie son premier album Are You in or Out en 2009. Leur deuxième album, Hot Tropics, est sorti en 2010,,. Le troisième album, Hung at Heart, le premier à faire participer Anthony Braun Perry, et Jason Kaiser aux percussions, est publié le 22 janvier 2013. Le groupe travaille à l'origine avec Dan Auerbach pour enregistrer l'album, mais la version finalisée ne verra jamais le jour. À la place, le groupe enregistre une nouvelle version de l'album à Costa Mesa en californie, avec Mike McHugh dans son studio, le Distillery Recording Studio, pour un son plus lo-fi.
Chinese Fountain, quatrième album, est publié le 23 septembre 2014. L'album est produit par JP Plunier aux Seahorse Studios de Los Angeles. Lors de la tournée qui suit la sortie de l'album, le groupe fait appel au percussionniste Nick Murray.
Leur cinquième album, City Club est publié chez Cult Records le 30 septembre 2016, alors qu'ils embarquent pour une tournée le même mois. C'est le premier album des Growlers dont l'écriture est uniquement crédité à Brooks Nielsen et Matt Taylor. Nielsen et Taylor ont écrit et enregistré des démos pour l'album en deux ou trois mois avec Kyle Mullarky à son studio de Topanga Canyon. La sortie du disque est précédée par la publication du morceau-titre produit par Julian Casablancas, également dirigeant du label. Ni le batteur Scott Montoya et ni le bassiste Anthony Perry ne participent à l'album. Le 25 septembre, le groupe confirme le départ de Montoya et le retour de Perry dans un futur proche. Le groupe tourne pour la promotion de l'album avec Brad Bowers à la basse, Adam Wolcott Smith aux claviers, et Richard Gowen à la batterie,.
Le groupe a sorti Casual Acquaintances le 27 juillet 2018, une collection de démos et de matériel inutilisé des sessions du City Club.
En 2019 le groupe sort un nouvel album intitulé Natural affairs.
The Growlers a tourné avec notamment The Black Keys, Devendra Banhart, Julian Casablancas, Night Beats, et Jonathan Richman,. Ils ont aussi participé à de nombreux festivals tels que le Burgerama III, Rock in Rio, et l'Outside Lands.

## Beach Goth

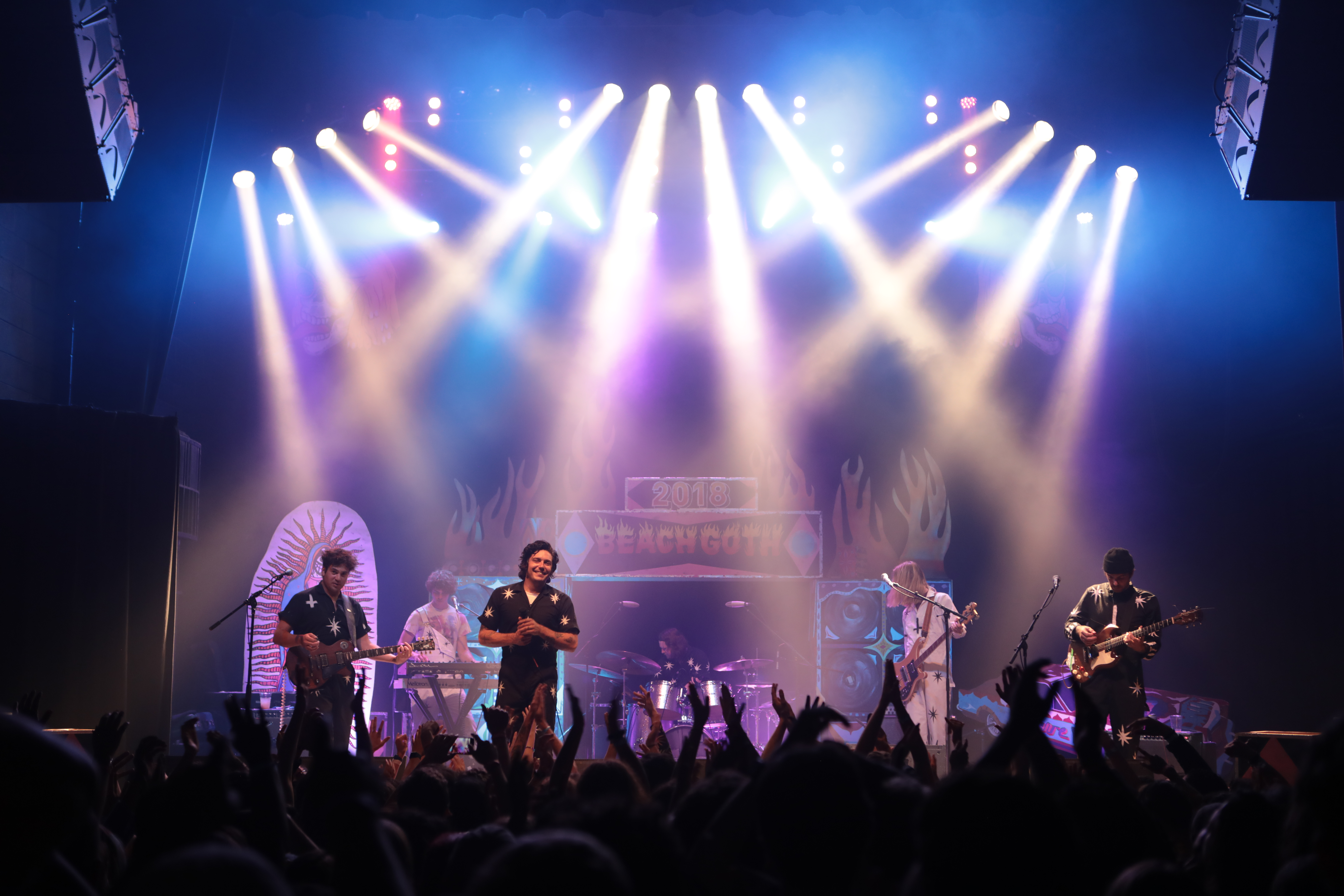
The Growlers en concert au festival Beach Goth.

Le groupe organise son propre festival annuel, Beach Goth, depuis 2012. Organisé à l'Observatory de Santa Ana, CA, le festival fait participer des groupes d'autres genres, incluant pop, rap, hip-hop, heavy metal, et rock. Au fil des années, l'événement organise des concours de costumes, possède un parc d'attraction, et des performances du Rocky Horror Picture Show.